# Efecte Zeeman

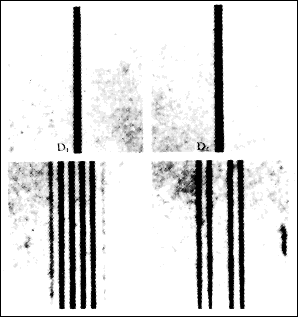
Fotografia feta per Pieter Zeeman del seu descobriment

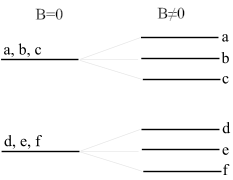
L'efecte Zeeman

L'efecte Zeeman consisteix en la separació en dues, tres o més línies espectrals d'una font lluminosa monocromàtica sotmesa a un camp magnètic intens. Aquest fenomen s'anomena així en honor del seu descobridor, el físic Pieter Zeeman, que el descobrí experimentalment el 1896. És equivalent a l'efecte Stark, però en aquest cas la separació de les línies espectrals en components és deguda a la presència d'un camp elèctric.
La distància espectral dels components és proporcional a la força del camp magnètic aplicat i al nombre de components espectrals generats. La polarització de cada component espectrals depèn de la seva orientació respecte a la línia de l'observador.
L'efecte Zeeman ocorre a causa del fet que cada electró que orbita al voltant d'un àtom genera un petit camp magnètic (moment magnètic associat). Quan un àtom se situa sota l'acció d'un camp magnètic fort, aquests electrons s'alineen en determinats angles discrets respecte al camp magnètic aplicat, en què cadascun correspon a certs nivells energètics marginals.

## Descripció teòrica
El hamiltonià total d'un àtom en un camp magnètic és:
{\displaystyle H=H_{0}+H_{M}}
on {\displaystyle H_{0}} és el hamiltonià de l'àtom sense perturbar, i {\displaystyle H_{M}} és la pertorbació deguda al camp magnètic:
{\displaystyle V_{M}=-{\vec {\mu }}\cdot {\vec {B}}}
on {\displaystyle {\vec {\mu }}} és el moment magnètic de l'àtom. El moment magnètic inclou tant el dels electrons com el del nucli, però el del segon és molts ordres de magnitud inferior i pot ser negligit. Per tant,
{\displaystyle {\vec {\mu }}=-\mu _{B}g{\vec {J}}}
en què {\displaystyle \mu _{B}} és el magnetó de Bohr, {\displaystyle {\vec {J}}} és el moment angular electrònic, i {\displaystyle g} és el factor g. L'operador del moment magnètic d'un electró és una suma de les contribucions del nombre quàntic secundari {\displaystyle {\vec {l}}} i l'espín {\displaystyle {\vec {s}}}, cadascú multiplicat per una ràtio giromagnètica apropiada:
{\displaystyle {\vec {\mu }}=-\mu _{B}(g_{l}{\vec {l}}+g_{s}{\vec {s}})},
en què {\displaystyle g_{l}=1} o {\displaystyle g_{s}\approx 2.0023192}. En el cas del moment angular acoblat, podem sumar tots els electrons de l'àtom:
{\displaystyle g{\vec {J}}=\left\langle \sum _{i}(g_{l}{\vec {l_{i}}}+g_{s}{\vec {s_{i}}})\right\rangle =\left\langle {\vec {L}}+g_{s}{\vec {S}}\right\rangle }
en què {\displaystyle {\vec {L}}} i {\displaystyle {\vec {S}}} són el moment orbital total i l'espín de l'àtom, i fent la mitjana sobre un estat amb un valor donat del total del moment angular.
Si el terme {\displaystyle V_{M}} és petit (menor que l'estructura fina), pot ser tractat com una pertorbació; aquest és l'efecte Zeeman pròpiament dit. En l'efecte Paschen-Back, {\displaystyle V_{M}}depassa el moment angular acoblat de manera significativa (però és encara petit en comparació a {\displaystyle H_{0}}). En el cas dels camps magnètics ultraforts, la interacció del camp magnètic pot excedir {\displaystyle H_{0}}, en aquest cas, l'àtom ja no podrà existir en el sentit normal, i caldrà parlar de nivells de Landau. A més d'aquests casos límit, hi ha d'altres intermedis que són més complexos.